# 坊主丸儲け
坊主丸儲け（ぼうずまるもうけ）は、日本語のことわざの一つで、宗教家などがほとんど元手を使わず利益をあげることを指す。江戸時代の浮世絵に始まる言葉とされる。

## 概要
坊主丸儲けは、資本や元手などを必要としないで利益をあげるということを意味する言葉である。お坊さんの利益というものを表す言葉でもあり、お坊さんとは資本や経費などを用いなくても利益を得ることができるということを意味する。お坊さんだけでなく儲けの多い他の職業のことや、元手が無かったのに思わぬ儲けができた場合にもこの言葉が用いられている。

## 由来
この言葉は、気質物と呼ばれる江戸時代の浮世草子（風俗小説）の一冊『風流茶人気質』に見られる。そこには、「魚三層倍、呉服五層倍、花八層倍、薬九層倍、坊主丸儲け」（魚は原価の3倍で売れて、呉服は原価の5倍で売れて、花は原価の8倍で売れて、薬は原価の9倍で売れて、坊主は丸儲け）とある。坊主というのはここまでで述べてきた職業のような原価も無しに利益があるということが述べられていたのである。

## 現代
2011年のSAPIOの記事では坊主丸儲けの言葉通りのようなことが書かれており、葬儀が行われた場合には時給50万円で、その他にも供養や賽銭収入もある。寺の献花台の蝋燭で1本100円程度で売られているのはホームセンターでは1個3円で仕入れることができる。その他にも料理店や仏具展や石材店からも紹介料が入ってくる。でも現実はこのような坊主丸儲けのお坊さんというのは少数派であり、檀家数が少ない寺は本業だけでは運営できないため、お坊さんの他に仕事をしているという人も多いということも書かれている。お坊さんの他にしている仕事として最も一般的なのが地方公務員である。公務員の副業は禁じられているのであるが、お坊さんは副業には当たらないことになっている。
水月昭道の『お寺さん崩壊』によると、現在は坊主丸儲けの時代では無いようなことが書かれている。2015年12月には「Amazonお坊さん便」というサービスが始められて、一律の料金でどこに住んでいる人のところにでも交通費がかからずにお坊さんを手配できるようになっている。特に地方は高齢化や過疎化のために檀家が減少しており、寺が潰れてしまうというケースも少なくない。収入からは多くの経費が引かれるためにワーキングプアのようになっている。